# Elezioni parlamentari in Lettonia del 2002
Le elezioni parlamentari in Lettonia del 2002 si tennero il 5 ottobre per il rinnovo del Saeima. In seguito all'esito elettorale, Einars Repše, espressione di Nuova Era, divenne Primo ministro; nel 2004 fu sostituito da Indulis Emsis, cui seguì Aigars Kalvītis.

## Risultati
| Liste                                                              | Voti    | %     | Seggi |
| ------------------------------------------------------------------ | ------- | ----- | ----- |
| Nuova Era                                                          | 237 452 | 23,98 | 26    |
| Per i Diritti Umani nella Lettonia Unita (TSP - LSP - Līdztiesība) | 189 088 | 19,09 | 25    |
| Partito Popolare                                                   | 165 246 | 16,69 | 20    |
| Primo Partito di Lettonia                                          | 94 752  | 9,57  | 10    |
| Unione dei Verdi e degli Agricoltori                               | 93 759  | 9,47  | 12    |
| Per la Patria e la Libertà/LNNK                                    | 53 396  | 5,39  | 7     |
| Via Lettone                                                        | 48 430  | 4,89  | –     |
| Partito Socialdemocratico dei Lavoratori di Lettonia               | 39 837  | 4,02  | –     |
| Luce della Letgallia                                               | 15 948  | 1,61  | –     |
| Unione Socialdemocratica                                           | 15 162  | 1,53  | –     |
| Partito Socialdemocratico della Prosperità                         | 13 234  | 1,34  | –     |
| Alleanza Politica "Centro"                                         | 5 819   | 0,59  | –     |
| Partito Russo                                                      | 4 724   | 0,48  | –     |
| Partito Lettone                                                    | 3 919   | 0,40  | –     |
| Partito della Rinascita di Lettonia                                | 2 558   | 0,26  | –     |
| Altri                                                              | 6 925   | 0,70  | –     |
| Totale                                                             | 990 249 | 100   | 100   |